# Katahdin Woods and Waters National Monument
Le Katahdin Woods and Waters National Monument est un monument national américain désigné comme tel par le président des États-Unis Barack Obama le 24 août 2016, dans le cadre du centenaire du National Park Service. Il protège 354 km² de montagnes et de forêts et une partie de la rivière Penobscot. Le monument est situé à la frontière orientale du parc d’État Baxter, dans le comté de Penobscot dans le Maine .

## Faune
Les animaux indigènes comprennent l’élan, le lynx roux, le pygargue à tête blanche, le saumon et le lynx du Canada.

## Etablissement humain
L’établissement humain dans la région remonte à 11 000 ans, les peuples autochtones comptant sur les bois et ses cours d’eau pour leur subsistance et même leur transport. La nation indienne Penobscot, ainsi que d’autres tribus Wabanaki, considèrent toujours la rivière Penobscot comme un point de repère important de leur culture.

## Vues

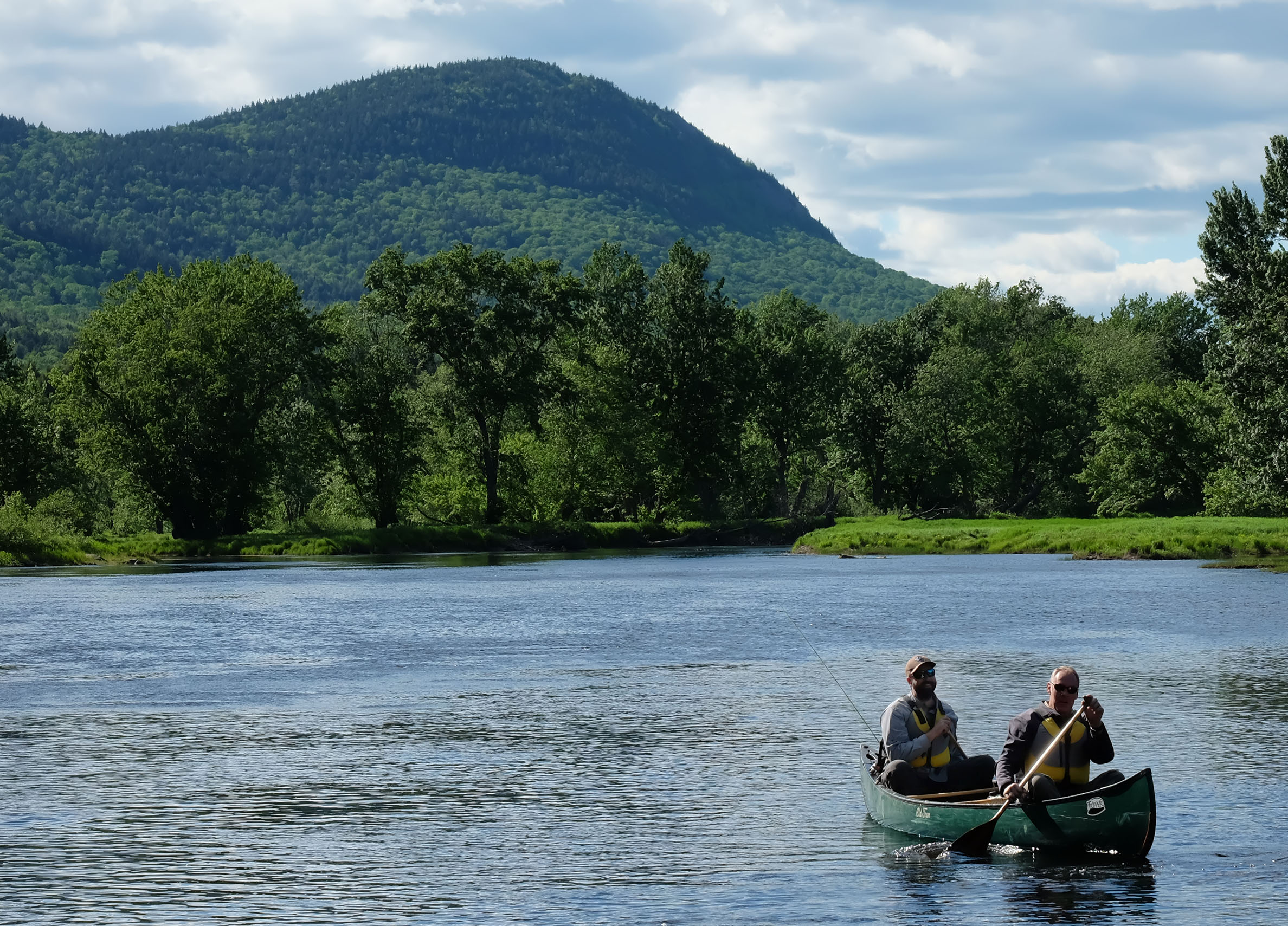
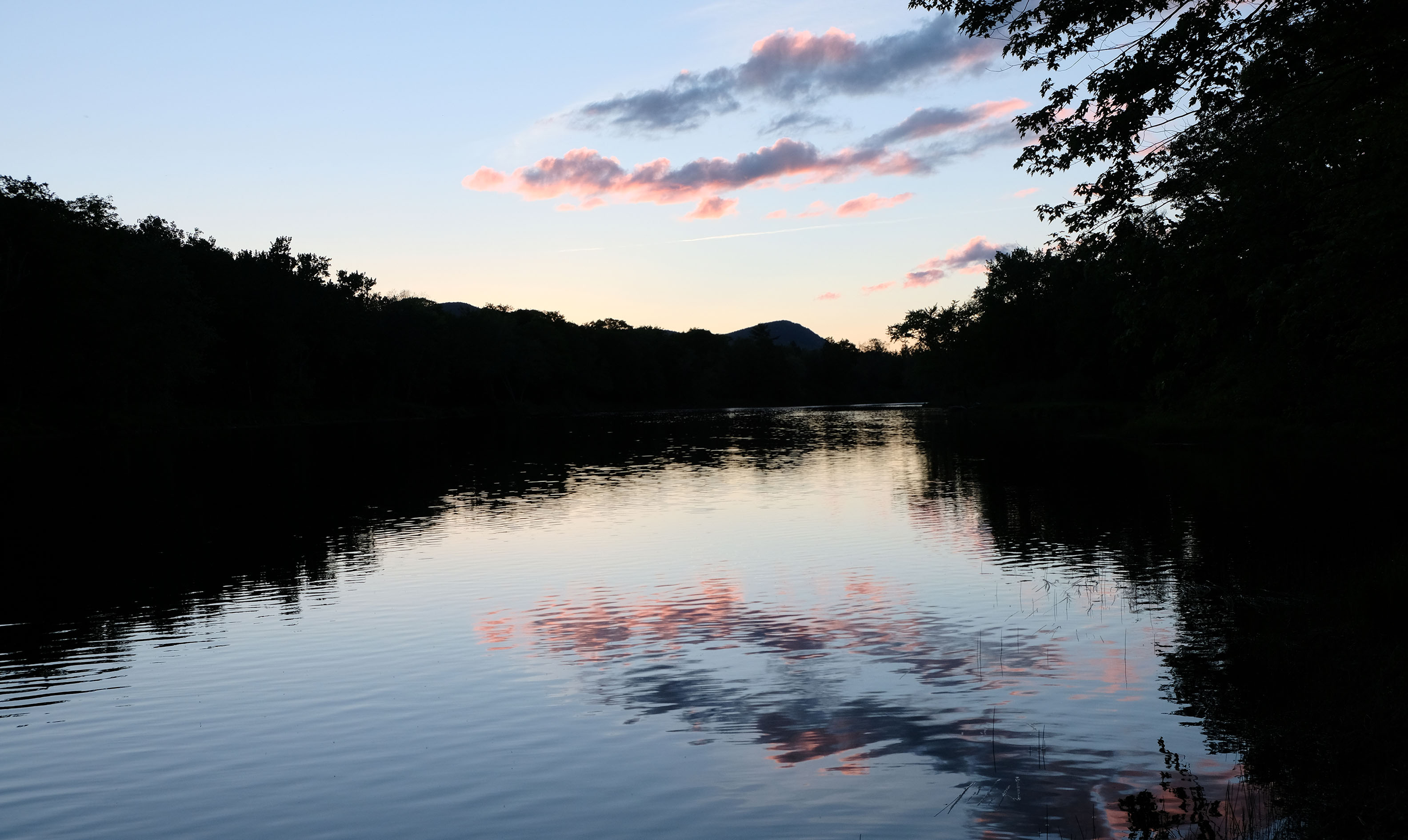
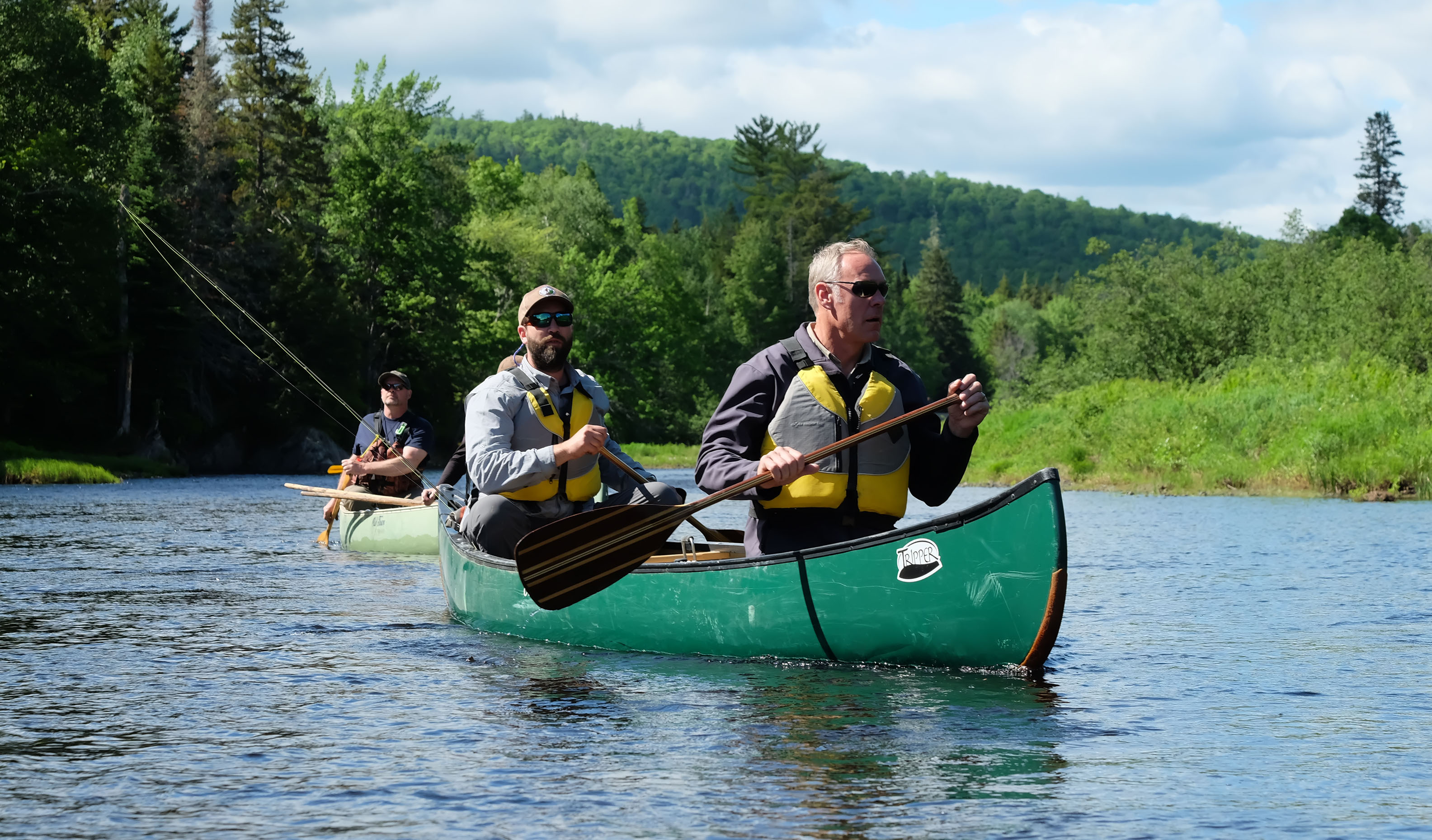